# Miesmuscheln aus Galicien
Miesmuscheln aus Galicien ist eine seit dem 1. Januar 2007 geschützte Ursprungsbezeichnung („Mexillón de Galicia“). Diese Miesmuscheln der Art Mytilus galloprovincialis sind damit das erste Meeresprodukt, das diese Auszeichnung der Europäischen Union tragen darf.
Seit mehreren Generationen werden die galicischen Miesmuscheln in Aquakultur aufgezogen. Die Farmen konzentrieren sich auf fünf große Flussmündungen, die Rías Baixas. Grundlage dieser Anbaumethode sind Bateas, am Grund befestigte schwimmende Plattformen aus (überwiegend) Eukalyptusholz mit einer Seitenlänge von 25 m, die maximal 500 Seile mit der Muschelbrut bis zur Erntereife tragen. Die Muscheln haben so keinerlei Bodenberührung und sind vollkommen sandfrei. Die Ernte in diesen naturnahen Aquakulturen erfolgt ohne nennenswerte Beeinträchtigung der Meeresfauna.

## Wirtschaftliche Bedeutung der Miesmuscheln
Galicien ist nach Angabe des staatlichen „Technologischen Instituts für die Kontrolle der Meeresumwelt in Galicien“ (INTECMAR) heute der größte Produzent von Miesmuscheln in Europa und nach China der bedeutendste Hersteller in der Welt. Mit jährlich rund 250.000 Tonnen (Stand 2004) werden 45 % der europäischen und 95 % der spanischen Gesamtproduktion in Galicien erzeugt. Diese Menge entspricht einem Anteil von 21 % der Weltproduktion. Die Branche zählt insgesamt laut INTECMAR etwa 18.500 Mitarbeiter, die direkt oder mittelbar mit der Aufzucht, Kontrolle und Weiterverarbeitung der galicischen Miesmuschel verbunden sind. Das sind ca. 1,8 % der Erwerbstätigen. Für die Produktion zugelassen sind 2.903 Boote (Jahr 2004, Angabe des „Consello Regulador“), auf denen ca. 6.000 Fischer, überwiegend Männer, arbeiten. Durch die starke ökonomische Verknüpfung mit zahlreichen anderen Industrie- und Dienstleistungsbranchen dürfte die Bedeutung dieses Sektors ungleich größer sein. Der „Regulierungsrat für die galicische Miesmuschel“ (Consello Regulador Mexillón de Galicia), die Interessenvertretung von Fischern, Produzenten und Weiterverarbeitern, schätzt den Beitrag des Muschelsektors als „entscheidend“ für den sozioökonomischen Erfolg Galiciens ein.
Der wirtschaftlichen und sozialen Bedeutung entsprechend wird allem höchste Aufmerksamkeit gewidmet, was mit der Pflege und Entwicklung der galicischen Miesmuschel sowie der Wasserqualität aller Regionen zusammenhängt. In Galicien sind nur fünf Gebiete zur Muschelaufzucht auf Bateas berechtigt, vier davon im inneren Teil der Rías Baixas, fjordähnlicher Flussmündungen: Ría de Muros-Noia, Ría de Arousa, Ría de Pontevedra und Ría de Vigo sowie eines im Bereich der Rías Altas: Ría de Ares-Sada.

## Aufzucht und Ernte
Die Aufzucht der galicischen Miesmuschel bis zur Ernte erfolgt in einem dafür gut geeigneten Lebensraum: der Atlantik mit starker Gezeitenbewegung, sauerstoffreichem Wasser und großem Nahrungsreichtum, denn durch die Nähe zum Golfstrom ist Phytoplankton, die Hauptnahrungsquelle der Miesmuscheln, in reichem Maße vorhanden. Wobei der Gehalt an Phytoplankton im Wasser saisonalen Schwankungen unterliegt, was die Erntemenge und vor allem die Größen (Kaliber) stark beeinflusst.
Basis der Aufzucht ist die Batea, ein Floß aus Eukalyptusholz mit einer Seitenlänge von 25 m, das bis zu 500 Seile tragen kann. An den bis zu 15 Meter langen Seilen wachsen die Miesmuscheln heran. Pro Seil ergibt sich am Ende der Wachstumsphase eine Menge von 200 bis 220 kg.
Die Zeit von der Aufzucht bis zur Ernte umfasst vier Phasen. In der ersten Phase wird die Muschelbrut gewonnen – in Galicien Mejilla genannt – und auf die Bateas gebracht. In der zweiten Phase wird die Brut mit einem feinen wasserlöslichen Netz an die Seile geheftet. Dieses Netz hält, bis die Muschel ihren Bart (Byssus) ausgebildet haben, mit dem sie sich am Seil und untereinander festhalten. Dieser Prozess wird Encordado, die Anheftung, genannt. Nach einem Zeitraum von 4 bis 6 Monaten haben die Jungmuscheln bereits ihr Gewicht um den Faktor 10 erhöht. Daher werden die Jungmuscheln in der dritten Phase auf mehrere Seile verteilt. Je größer die Muscheln sind, desto weiter werden sie ins Innere der Batea gehängt und machen so Platz für Jungmuscheln an den Außenseiten, die dort das größte Nahrungsangebot finden. Nach dem Umsetzen – „Desdoble“ – bleiben sie dann bis zur Ernte an ihrem Seil. In der vierten Phase, der Ernte, werden dann nach insgesamt 15 bis 18 Monaten bis zu 220 Kilo Miesmuscheln je Seil geerntet. Dazu dienen Boote, die über hydraulische Hebeinrichtungen und mechanische Vorreinigungsanlagen verfügen. Eine Vorreinigung und Vorsortierung nach Größen sowie das Abpacken in Transportsäcke finden schon auf dem Boot sofort nach der Ernte statt.
Vom Boot gelangen die Muscheln umgehend in die Reinigungs- und Versandbetriebe. Nach spanischem Gesetz von 1991 und der EU-Verordnung 853/2004 ist die Reinigung lebender Muscheln vor der Vermarktung Vorschrift. Die zugelassenen Reinigungsbetriebe müssen über Becken verfügen, in denen ständig gereinigtes Meerwasser aus den Rías Baixas durchläuft. Hier müssen alle lebenden Muscheln (Miesmuscheln, Austern, Venusmuscheln, Herzmuscheln) mindestens 48 Stunden verbleiben, bis eventuell auftretende natürliche Schadstoffe ausgefiltert und die Muscheln sicher für den Verzehr geeignet sind. Anschließend werden die Miesmuscheln nach Größen sortiert und speziell verpackt (frisch in Säcken, Kisten und in Schalen unter Schutzatmosphäre für den Export).

## Geschützte Ursprungsbezeichnung

Die geschützte Ursprungsbezeichnung wurde für Miesmuscheln aus Galicien zum ersten Mal überhaupt für ein Meeresprodukt verliehen.

Wegen der umfassenden Produktpflege und der vielfältigen Maßnahmen zur Qualitätssicherung sowie der konsequenten Begrenzung der galicischen Anbaugebiete durch die Hersteller und kontrollierenden Überwachungsorgane führen Miesmuscheln aus Galicien seit dem 1. Januar 2007 eine geschützte Ursprungsbezeichnung. Sie sind damit das erste Meeresprodukt, das diese Auszeichnung der Europäischen Union tragen darf.
Im Rahmen der Qualitätssicherung von Lebensmitteln hat die EU unter anderem das Gütesiegel „Geschützte Ursprungsbezeichnung“ geschaffen. Es soll verhindern, dass in ihrem Herkunftsgebiet und darüber hinaus besonders bekannte und geschätzte Erzeugnisse durch Nachahmungen missbräuchlich verwendet werden. Danach können Agrarerzeugnisse und Lebensmittel mit Herkunftsbezeichnung durch Eintrag in ein von der Europäischen Kommission geführtes Verzeichnis europaweit markenähnlichen Schutz erhalten.
Erzeugung, Verarbeitung und Herstellung eines Erzeugnisses müssen in einem abgegrenzten geographischen Gebiet nach einem anerkannten und festgelegten Verfahren erfolgen. Die charakteristischen Merkmale einer geschützten Herkunftsbezeichnung wie zum Beispiel das Herstellungsverfahren, das geographische Gebiet usw. werden bei der Europäischen Kommission in einer Spezifikation hinterlegt. Der Erteilung gehen die Erfüllung umfangreicher Auflagen voraus, deren Einhaltung auch danach permanent nachgewiesen werden muss.
Zu weiteren Details informiert eine spezielle Website der Generaldirektion Landwirtschaft und Lebensmittel der Europäischen Kommission (siehe Weblinks).
Damit Miesmuscheln aus Galicien nur frisch unter der geschützten Ursprungsbezeichnung Mejillón de Galicia auf die Verbrauchermärkte kommen, müssen die Miesmuscheln neben einer bestimmten Qualität weiteren Kriterien genügen. Charakteristische Merkmale der Muscheln, dazu gehört auch die geografische Herkunft der Muscheln, dürfen nicht verändert werden, zur Reinigung der Miesmuscheln darf daher ausschließlich Meerwasser aus den Rías Gallegas der Provinzen A Coruña und Pontevedra verwendet werden.

## Qualitätssicherung und Kontrollen
Verantwortlich für die Qualitätssicherung der Miesmuscheln und die Überwachung der Bedingungen der geschützten Herkunftsbezeichnung ist eine spezielle Aufsichtsbehörde, der bereits oben genannte Consello Regulador aus Vilagarcía de Arousa. Der „Regulierungsrat“ sichert und vergibt auch die Markenbezeichnung Mexillón de Galicia.
Die Aufsichtsbehörde führt ein „Verzeichnis der Bateas“ und kontrolliert diese regelmäßig vor Ort. Die Kontrollen umfassen Zuchtvorgang, Anzahl und Länge der Seile sowie die korrekte geografische Lage der Plattform. Alle Punkte werden entsprechend den Vorschriften dokumentiert. Wenn die Zuchtmuscheln im Hafen eintreffen, erhält jede Charge ein Zertifikat, das alle zur Identifizierung notwendigen Daten enthält (Ort, Zeit, Größe und Fleischgewicht, Erzeuger, Empfänger). Jede Charge erhält einen eindeutigen Identifizierungscode und Kontrolldokumente für die gesicherte Rückverfolgbarkeit.
Zusätzlich zieht das Technische Institut INTECMAR der galicischen Regierung (Xunta de Galicia) täglich an festgelegten Kontrollpunkten in unterschiedlichen Tiefen aller Anbaugebiete Wasserproben, die sofort versiegelt und danach im Institut untersucht und bewertet werden. Dazu kommt die tägliche mikrobiologische und chemische Untersuchung von Muschelproben. Ziel ist, einen permanenten Status über Qualität aller Erntegebiete und eventuelle Schadstoffbelastungen zu erhalten, um im Bedarfsfall sofort eingreifen und Erntegebiete sperren zu können.
Miesmuscheln dürfen in Galicien nur mit ausdrücklicher Genehmigung durch INTECMAR geerntet werden. Dazu sind alle Erntegebiete in einem Kataster eingeteilt. Über den Zustand und die freigegebenen Erntegebiete werden Fischer und Weiterverarbeitungsbetriebe täglich über eine eigene Website, per Fax, E-Mail oder SMS informiert.

## Historische Bedeutung
Umfangreiche Untersuchungen zur historischen Bedeutung der Miesmuscheln Galiciens erfolgten für den Antrag des Ministerio de Agricultura, Pesca y Alimentación (Spanisches Landwirtschafts- und Fischereiministerium) im Jahr 2006 zur geschützten Ursprungsbezeichnung.